# Blahoslav Čermák
Blahoslav Čermák (21. března 1896 Židlochovice – 23. června 1942 Kounicovy koleje) byl český pedagog a odbojář popravený nacisty.

## Život
Blahoslav Čermák se narodil 21. března 1896 v Židlochovicích na Brněnsku v rodině advokáta Jana Čermáka a Amalie, rozené Kunderové. Jeho bratrem byl Ing. Jan Čermák, stavitel českých přehrad. Blahoslav Čermák vystudoval gymnázium v Boskovicích a zemědělské inženýrství na Vysoké škole zemědělské v Brně. Následně působil jako asistent na Ústavu zemědělské ekonomiky, komisař na Vědeckých ústavech Vysoké školy zemědělské v Žabčicích a správce na Školním zemědělském statku Vysoké školy zemědělské tamtéž. Byl členem spolku Kounicovy studentské koleje českých vysokých škol v Brně. V roce 1927 se oženil s učitelkou Miladou Sejpkovou. Po německé okupaci v březnu 1939 vstoupil do protinacistického odboje v organizaci Obrana národa. Byl ustanoven zástupcem jejího okresního velitele. Za svou činnost byl 14. dubna 1942 zatčen gestapem a uvězněn na brněnských Kounicových kolejích. Dne 23. června téhož roku byl odsouzen k trestu smrti na Kounicových kolejích popraven. Jeho tělo bylo o den později zpopelněno v Krematoriu města Brna. 

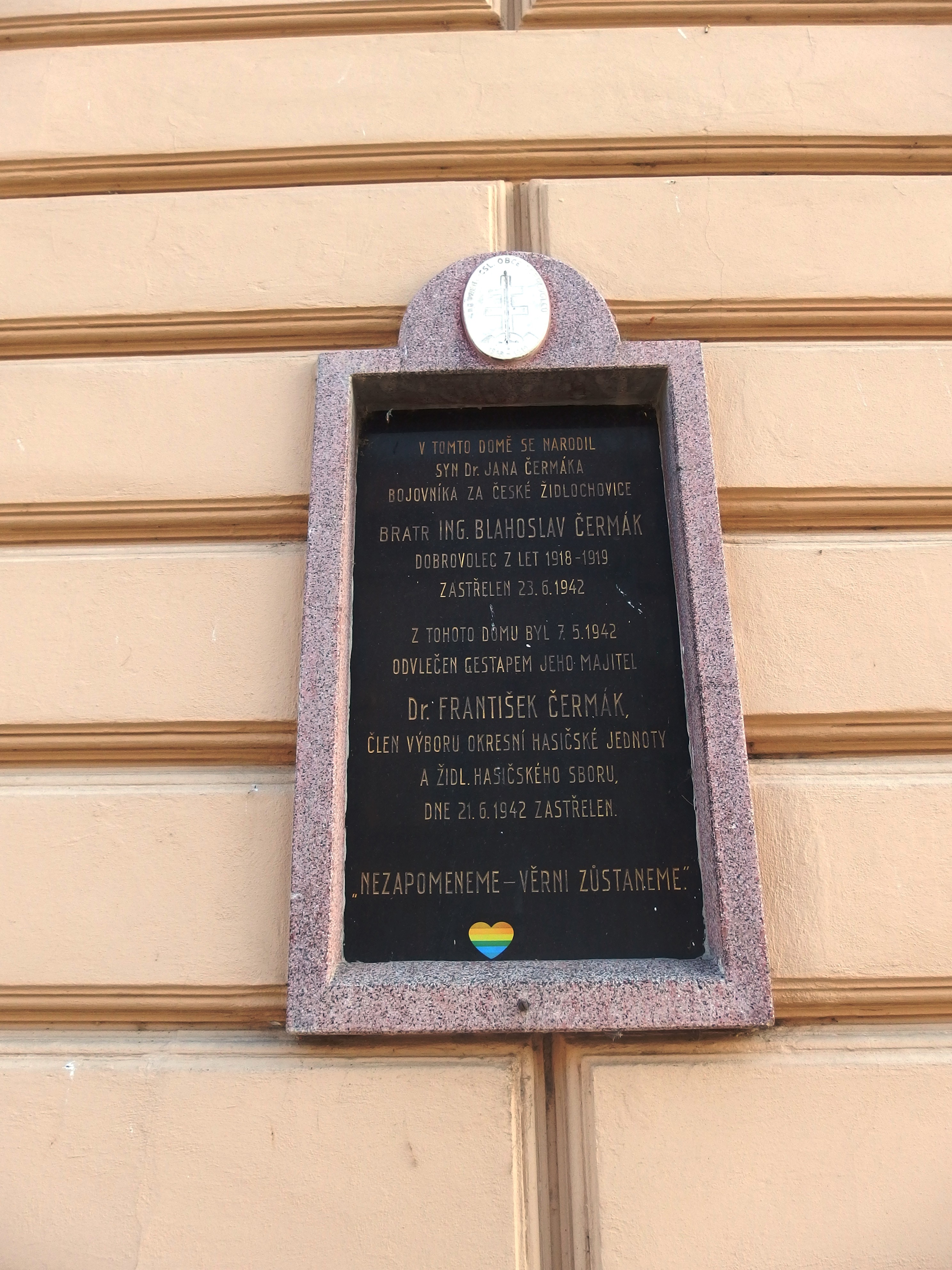
Pamětní deska Ing. Blahoslava Čermáka a JUDr. Františka Čermáka v Židlochovicích

## Posmrtná ocenění
- Ing. Blahoslavu Čermákovi byl v roce 1946 in memoriam udělen Vysokou školou zemědělskou v Brně čestný doktorát
- Ing. Blahoslavu Čermákovi byla v roce 1946 v Židlochovicích na jeho rodném domě odhalena pamětní deska[p 1]